# Scepanotrocha rubra
Scepanotrocha rubra är en hjuldjursart som beskrevs av David Bryce 1910. Scepanotrocha rubra ingår i släktet Scepanotrocha och familjen Habrotrochidae. Inga underarter finns listade i Catalogue of Life.